# Niedert
Niedert település Németországban, Rajna-vidék-Pfalz tartományban. Lakosainak száma 118 fő (2023. december 31.).

## Népesség
A település népességének változása:
| Lakosok száma | 111  | 121  | 126  | 126  | 120  | 118  |
|               | 1975 | 2017 | 2019 | 2021 | 2022 | 2023 |